# Testa della Tribolazione
Testa della Tribolazione – szczyt w Alpach Graickich, części Alp Zachodnich. Leży w północnych Włoszech na granicy regionów Dolina Aosty i Piemont. Należy do Masywu Gran Paradiso. Szczyt można zdobyć ze schronisk Bivacchi Carlo Pol (3183m) lub M. Gérard - E. Grappein (3200m). Szczyt przykrywają lodowce Noaschetta na południu oraz Tribolazione na północy.
Pierwszego wejścia dokonali W.A.B. Coolidge, G. Yeld, C. Almer, S. Henry i J. Jeantet 11 sierpnia 1885 r.